# Abgar Barsom
Abgar Aram Diego Barsom, född den 4 september 1977 i Örebro, är en svensk före detta professionell fotbollsspelare.

## Karriär
Barsom, som har syrianskt ursprung, slog igenom i moderklubben BK Forward, varefter han flyttade till hårdsatsande Djurgårdens IF 2000. Sedan följde en framgångsrik period i Djurgårdens IF 2001–2002, där han skördade framgångar tillsammans med Kim Källström, Andreas Isaksson med flera. I augusti 2002 blev Barsom proffs i nederländska SC Heerenveen. Där blev det dessvärre inte mycket speltid och han återvände inför säsongen 2004 till Djurgårdens IF. Comebackåret i Djurgårdens IF kantades av skador och Barsom fick ta nya tag till säsongen 2005. Där var han en starkt bidragande orsak till klubbens SM-guld. I slutet av sommaren 2006 skadade han sig och blev borta resten av säsongen.
I januari 2007 skrev Barsom på ett halvårskontrakt med den grekiska andradivisionsklubben Messiniakos. Den 27 augusti samma år presenterades han som nyförvärv av Örebro SK. Efter åtta år utanför hemstaden vände således Barsom hem, men denna gång inte till BK Forward utan till "storebror" ÖSK.
Redan nästa säsong flyttade Barsom dock igen, nu till Fredrikstad FK i Norge. Där blev han kvar i två säsonger innan han avslutade den aktiva karriären med två år för Syrianska FC.
Från och med säsongen 2004 bar Barsom spelartröjor med samma nummer som födelseårtalet – 77.
Barsom kandiderade 2006 i valet till kommunfullmäktige i Stockholm för Kristdemokraterna, men blev inte invald.